# Рашид Али аль-Гайлани
Рашид Али аль-Гайлани (араб. رشيد عالي الكيلاني‎; 1892 — 28 августа 1965) — иракский политический деятель. Трижды занимал пост премьер-министра Ирака (20 марта 1933 — 29 октября 1933; 31 марта 1940 — 31 января 1941 и с 3 апреля 1941 по 29 мая 1941). Будучи сторонником нацистской Германии, проводил прогерманскую националистическую политику в противовес британскому влиянию в Ираке.

## Биография
Рашид Али аль-Гайлани родился в Багдаде. Начал свою карьеру в правительстве Ясина аль-Хашими, где он занял пост министра юстиции. Аль-Гайлани отверг англо-иракский договор, подписанный Нури аль-Саидом в 1930 году, и создал свою собственную партию национального братства в целях содействия националистическим целям.
Аль-Гайлани 20 марта 1933 года впервые занял пост премьер-министра, сменив в кресле Нури аль-Саида.
В 1940 году Рашид Али аль-Гайлани вновь занял пост премьер-министра страны. Он приступил к ограничению британских амбиций в Ираке. Опасаясь утратить своё влияние в регионе, британцы подтолкнули предшественника аль-Гайлани — Нури аль-Саида к попытке государственного переворота. Однако аль-Гайлани, пользовавшийся широкой популярностью как среди военных, так и среди гражданского населения Ирака, изгнал Нури аль-Саида и укрепил свою власть, но не надолго. Он вынужден был вскоре уйти в отставку.

### Англо-иракская война
Воспользовавшись поражениями Англии в Европе и на Ближнем Востоке, Рашид Али аль-Гайлани и прогерманская националистическая группировка «Золотой квадрат», возглавляемая полковниками Салахом ад-Дином ас-Сабахом, Махмудом Сальманом, Фахми Саидом и Камилем Шабибом, а также начальником иракского генерального штаба Амином Заки Сулейманом, 1 апреля 1941 года осуществила военный переворот.
Сформировалось правительство «национальной обороны» во главе с премьер-министром аль-Гайлани. В период действия «Пакта Молотова — Риббентропа» правительство «национальной обороны» установило дипломатические отношения с СССР. Под контроль нового правительства перешла вся территория страны, за исключением военных баз Великобритании. В середине апреля крупные соединения британских войск высадились в Басре для защиты британских транспортных путей и нефтяных месторождений. Иракское правительство аль-Гайлани, не желая допустить усиления британских войск в стране, приказало осадить британские войска в Эль-Хаббании. 2 мая британские войска начали военные действия против иракской армии. По договоренности с режимом Виши от 7 мая Германия приступила к транспортировке через Сирию, подмандатную Франции, военного снаряжения в Ирак, но, занятая подготовкой к войне против СССР, Германия не смогла оказать существенной помощи иракским националистам. 30 мая правительство Рашида Али аль-Гайлани было свергнуто взявшими Багдад английскими войсками.

### Последние годы
После оккупации страны британскими войсками аль-Гайлани бежал в Германию, где был принят Гитлером, признавшим его в качестве главы иракского правительства в изгнании. После поражения Германии во Второй мировой войне Рашид аль-Гайлани перебрался в Саудовскую Аравию. Он вернулся в Ирак после свержения монархии в 1958 году. Аль-Гайлани вновь попытался захватить власть, но был арестован и приговорён к смертной казни. Впоследствии его помиловали и он отправился в изгнание, где и скончался 28 августа 1965 года.